# Lorenzo Minotti
Lorenzo Minotti (Cesena, 1967. február 8. –) világbajnoki ezüstérmes olasz labdarúgó, hátvéd, sportvezető.

## Pályafutása

### Klubcsapatban
1985-ben a Cesena korosztályos csapatában kezdte a labdarúgást, ahol még ebben az évben a felnőttek között is bemutatkozott. 1987 és 1996 között pályafutása meghatározó részét a Parma együttesében töltötte, ahol egy-egy olasz kupa, kupagyőztesek Európa-kupája és UEFA-kupa győzelmet ért el a csapattal. 1996–97-ben a Cagliari, 1997 és 2000 között a Torino, 2000 és 2001 között a Treviso játékosa volt. 2001-ben vonult vissza az aktív labdarúgástól.

### A válogatottban
1994 és 1995 között nyolc alkalommal szerepelt az olasz válogatottban. Tagja volt az 1994-es világbajnoki ezüstérmes csapatnak.

### Sportvezetőként
2002 és 2004 között volt klubja, az Parma csapatmenedzsere volt. 2007 és 2009 között, majd 2010 június és 2012 május között anyaegyesülete, a Cesena sportigazgatójaként tevékenykedett.

## Sikerei, díjai
Olaszország
- Világbajnokság
  - ezüstérmes: 1994, Egyesült Államok

 Parma
- Olasz kupa (Coppa Italia)
  - győztes: 1992
- Kupagyőztesek Európa-kupája (KEK)
  - győztes: 1992–93
- UEFA-szuperkupa
  - győztes: 1993
- UEFA-kupa
  - győztes: 1994–95